# 扬-马丁·布勒尔
扬-马丁·布勒尔（德語：Jan-Martin Bröer，1982年5月19日—），德国男子赛艇运动员。他曾代表德国参加世界赛艇锦标赛，获得一枚金牌、一枚银牌和二枚铜牌。他也曾参加2004年夏季奥运会。